# Mirabilicoxa alberti
Mirabilicoxa alberti is een pissebed uit de familie Desmosomatidae. De wetenschappelijke naam van de soort is voor het eerst geldig gepubliceerd in 2001 door George.